# Monumentul lui Tudor Vladimirescu din Baia de Aramă
Monumentul lui Tudor Vladimirescu este un monument istoric aflat pe teritoriul orașului Baia de Aramă județul Mehedinți.

## Descriere
Bustul din bronz este amplasat în centrul orașului Baia de Aramă. Este opera sculptorului gorjean Constantin Bălăcescu, lucrare datând din anul 1894.

## Imagini

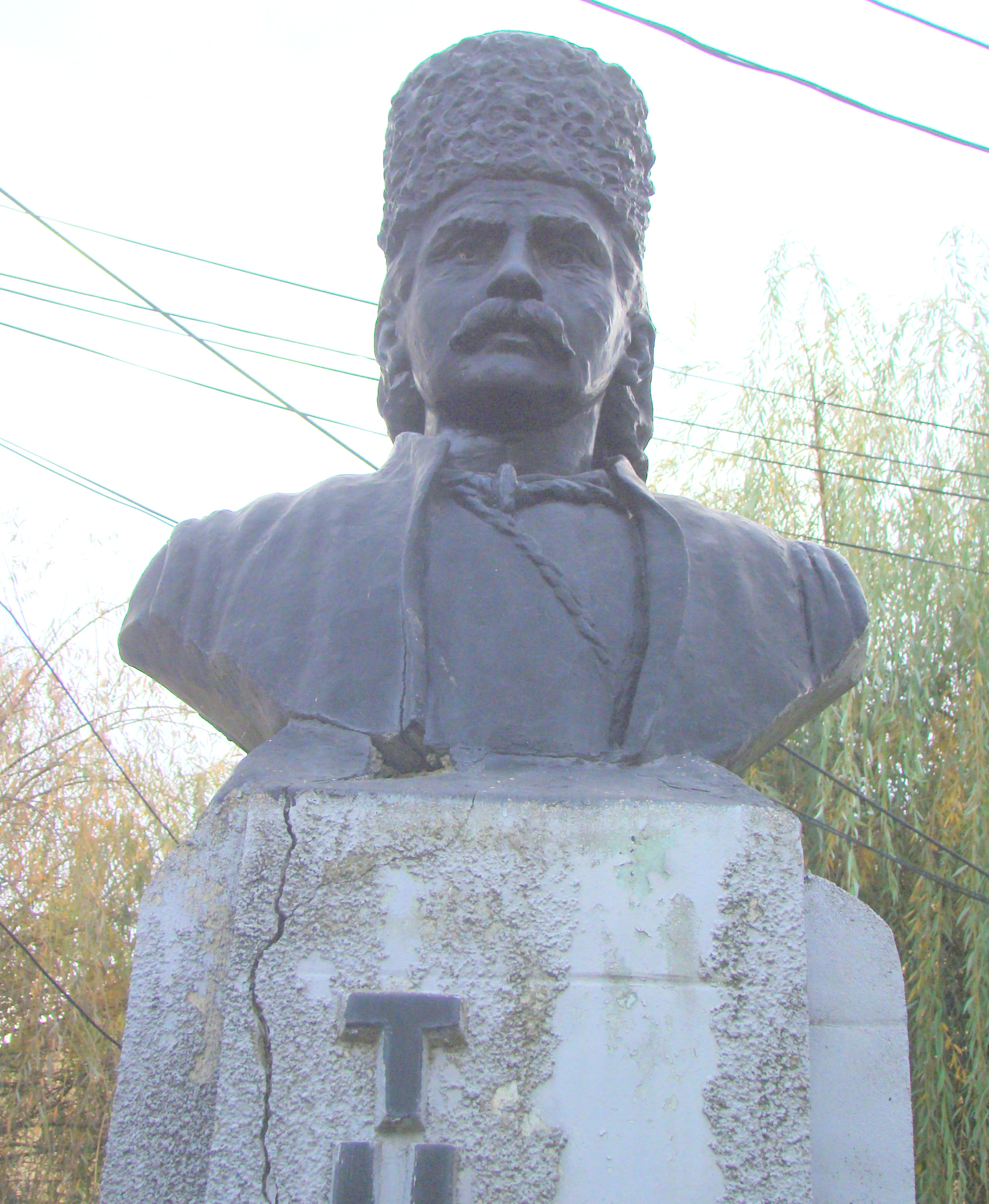
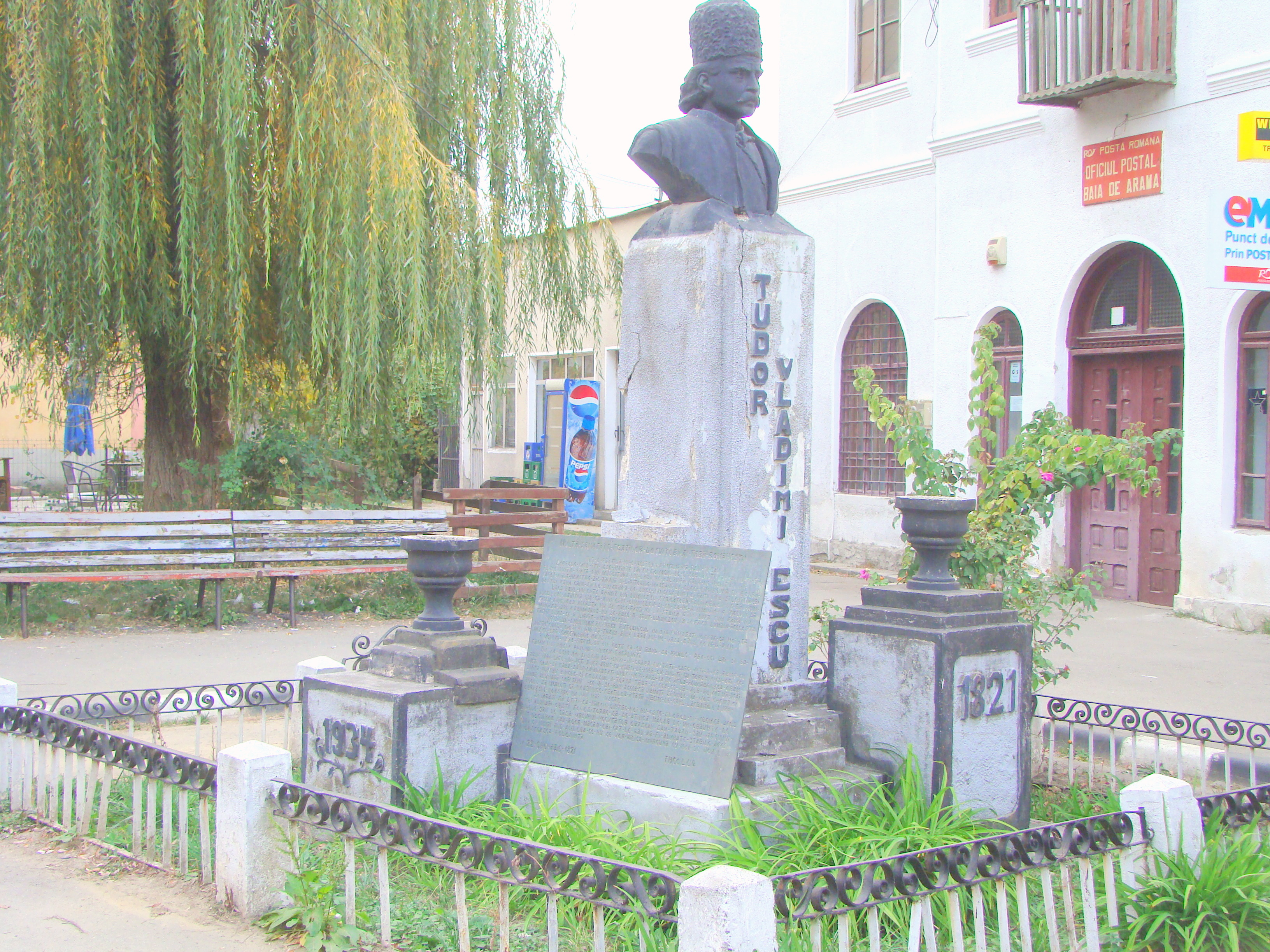
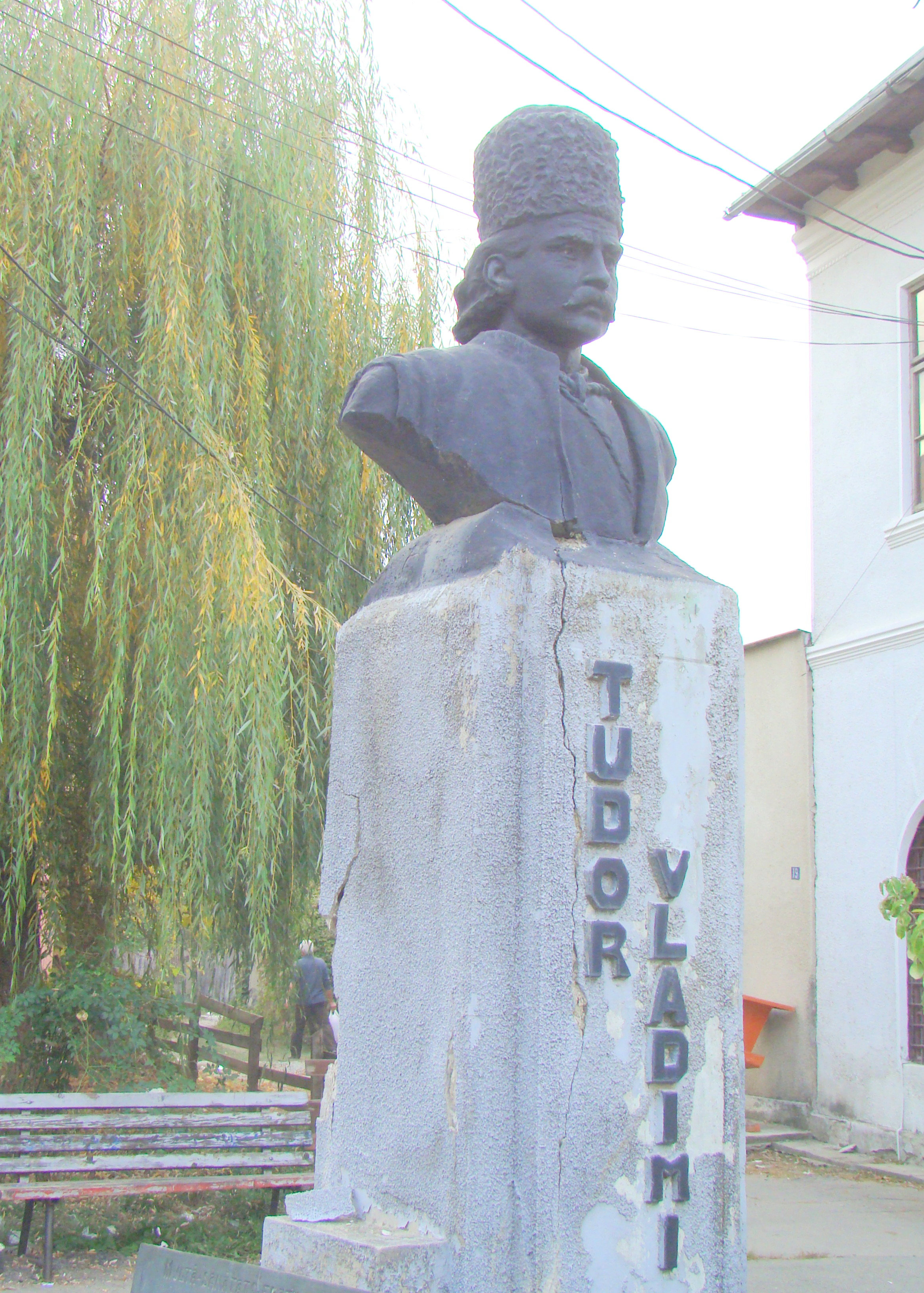
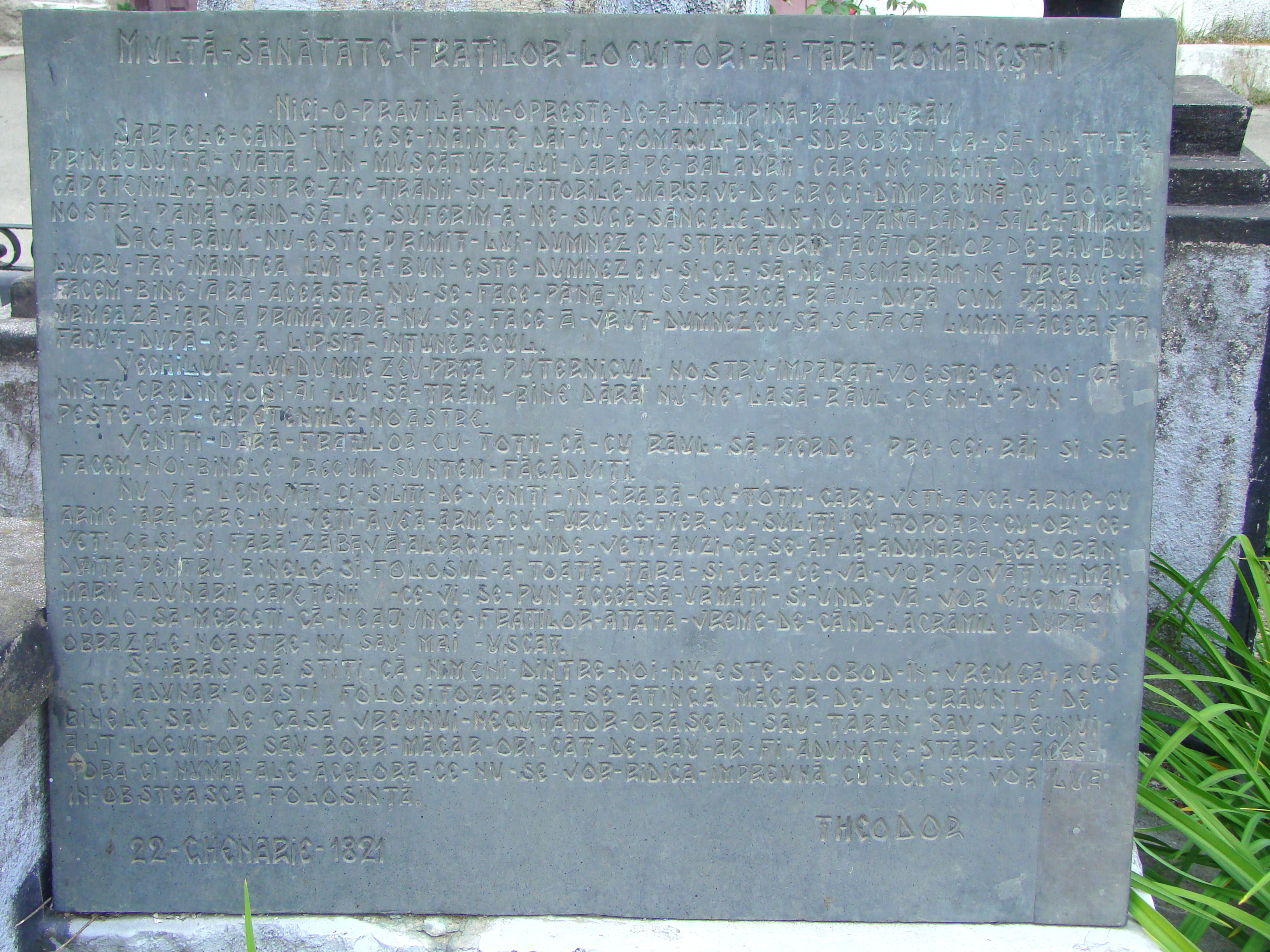
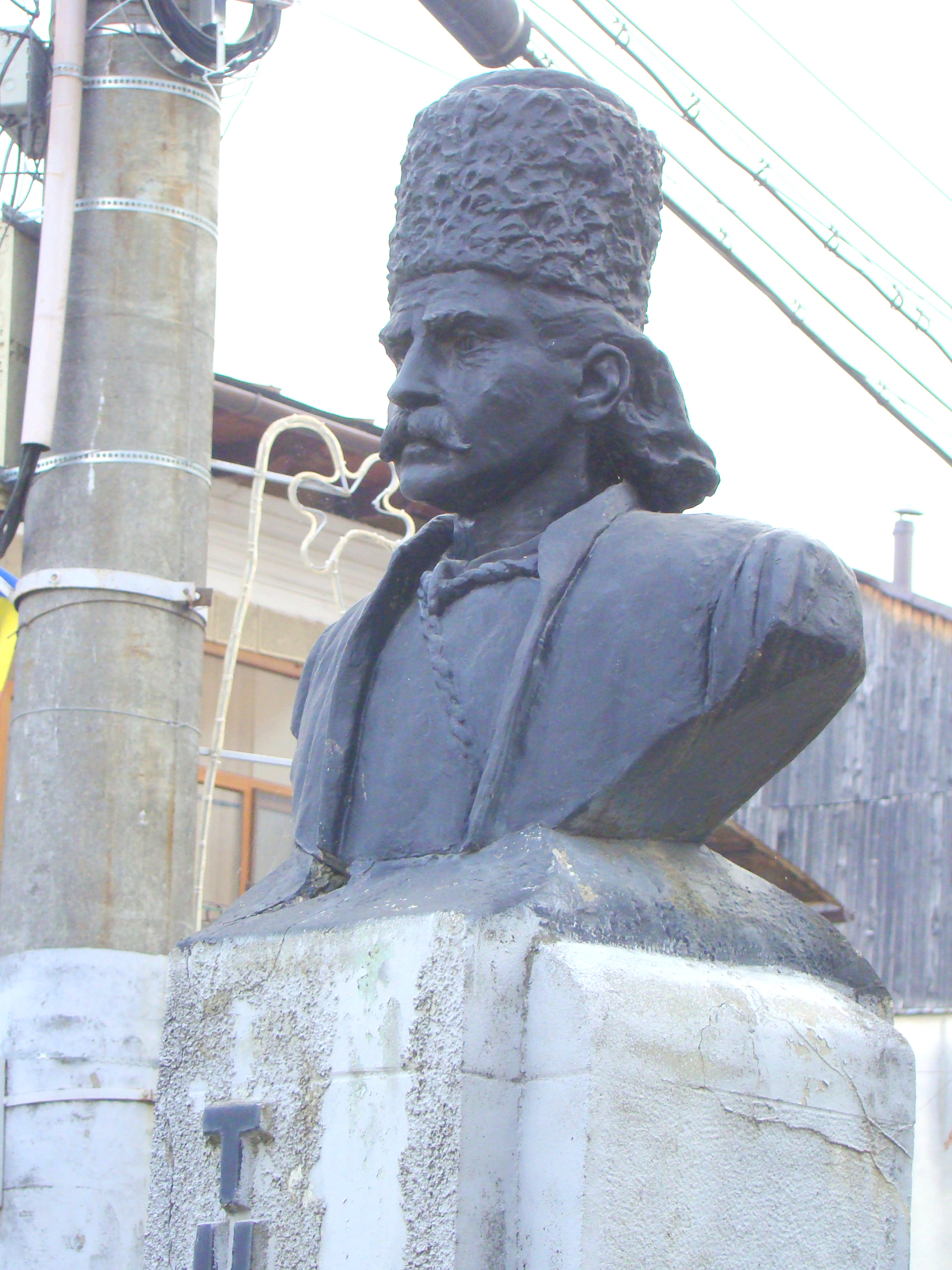
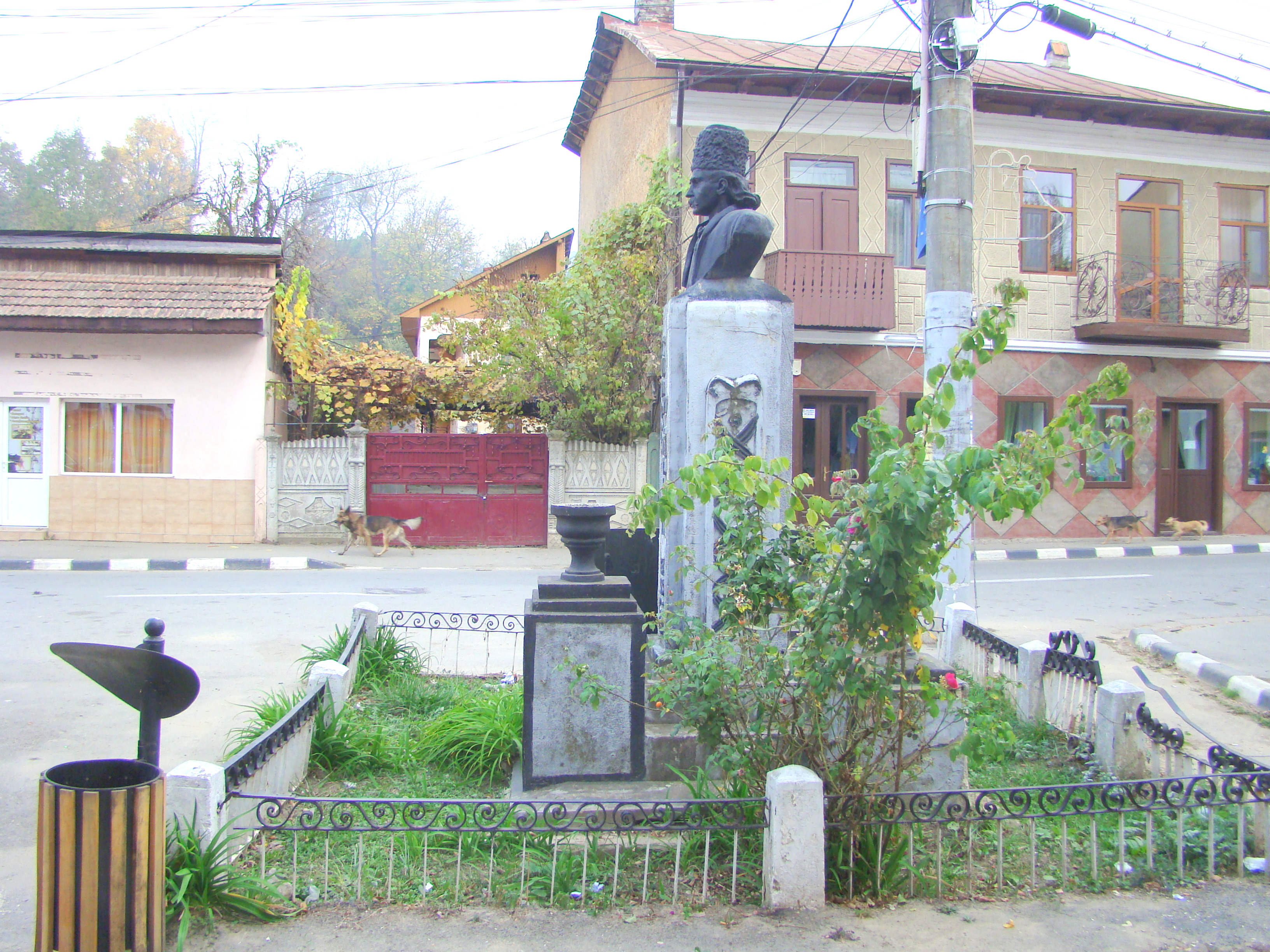
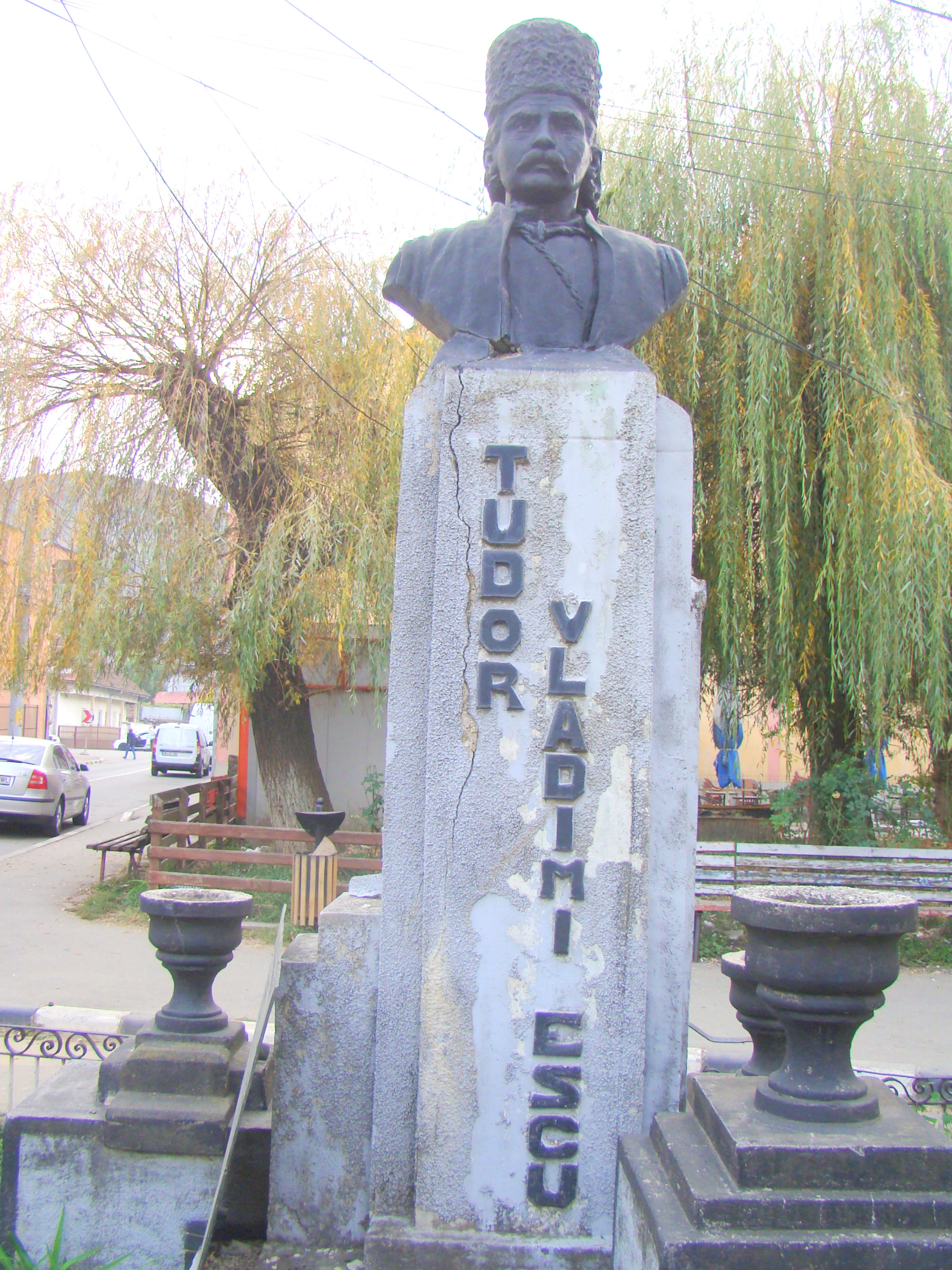
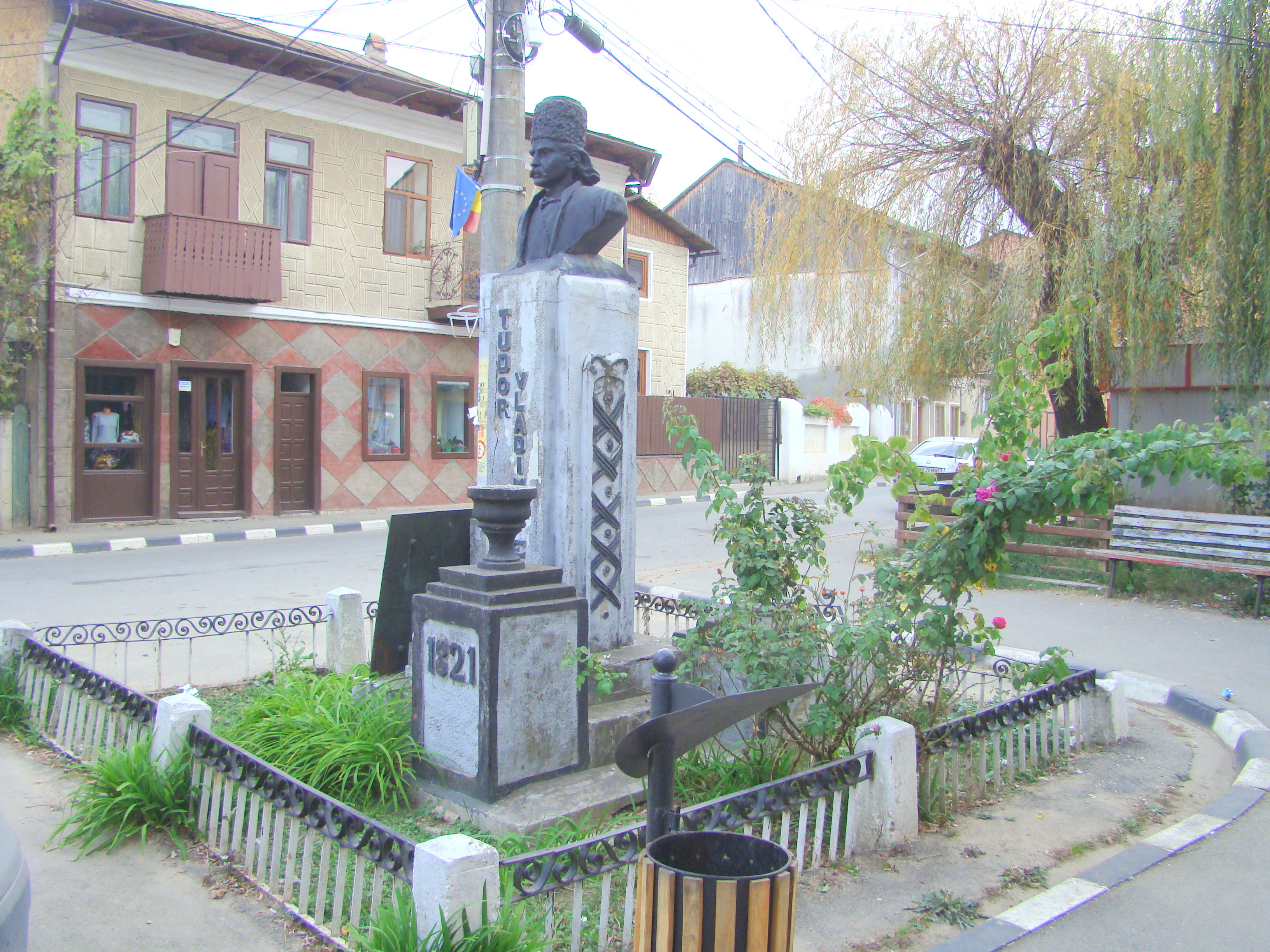
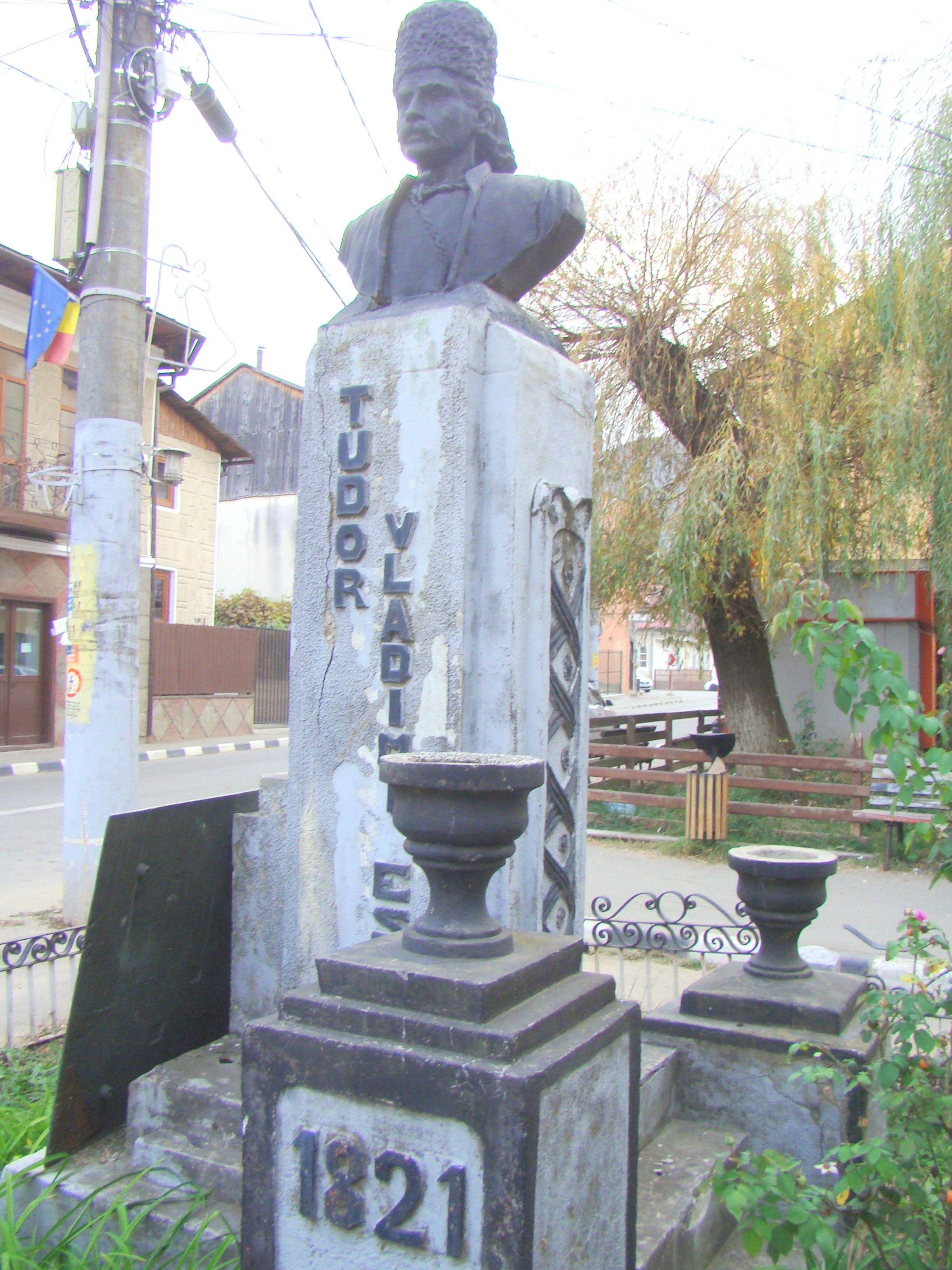